# Umkhonto we Sizwe (parti)
Ne doit pas être confondu avec Umkhonto we Sizwe, branche militaire du Congrès national africain.
L'Umkhonto we Sizwe (« Lance de la nation » en zoulou ; en anglais : Spear of the Nation), abrégé MK, est un parti politique sud-africain fondé par l'ancien président Jacob Zuma le 16 décembre 2023. Il tient son nom de l'Umkhonto we Sizwe, branche militaire du Congrès national africain (ANC) sous l'apartheid.
Il est issu d'une scission de l'ANC à la suite de la dissidence de Jacob Zuma, et arrive en troisième position lors des élections générales sud-africaines de 2024.

## Résultats électoraux

### Élections législatives
| Année | Voix      | %     | Rang | Sièges   |
| ----- | --------- | ----- | ---- | -------- |
| 2024  | 2 344 309 | 14,58 | 3e   | 58 / 400 |

### Cap-Nord
| Année | Voix  | %    | Rang | Sièges |
| ----- | ----- | ---- | ---- | ------ |
| 2024  | 3 111 | 0,30 | 7e   | 0 / 30 |

### Cap-Oriental
| Année | Voix   | %    | Rang | Sièges |
| ----- | ------ | ---- | ---- | ------ |
| 2024  | 25 904 | 1,44 | 7e   | 1 / 71 |

### Cap-Occidental
| Année | Voix   | %    | Rang | Sièges |
| ----- | ------ | ---- | ---- | ------ |
| 2024  | 11 263 | 0,57 | 10e  | 0 / 42 |

### État libre
| Année | Voix   | %    | Rang | Sièges |
| ----- | ------ | ---- | ---- | ------ |
| 2024  | 15 979 | 1,93 | 5e   | 1 / 30 |

### Gauteng
| Année | Voix    | %    | Rang | Sièges |
| ----- | ------- | ---- | ---- | ------ |
| 2024  | 384 968 | 9,79 | 4e   | 8 / 80 |

### KwaZulu-Natal
| Année | Voix      | %     | Rang | Sièges  |
| ----- | --------- | ----- | ---- | ------- |
| 2024  | 1 590 898 | 45,35 | 1er  | 37 / 80 |

### Limpopo
| Année | Voix   | %    | Rang | Sièges |
| ----- | ------ | ---- | ---- | ------ |
| 2024  | 12 027 | 0,64 | 5e   | 1 / 64 |

### Mpumalanga
| Année | Voix    | %     | Rang | Sièges |
| ----- | ------- | ----- | ---- | ------ |
| 2024  | 193 995 | 16,97 | 2e   | 9 / 51 |

### Nord-Ouest
| Année | Voix   | %    | Rang | Sièges |
| ----- | ------ | ---- | ---- | ------ |
| 2024  | 18 199 | 2,06 | 5e   | 1 / 38 |